# Gaudete

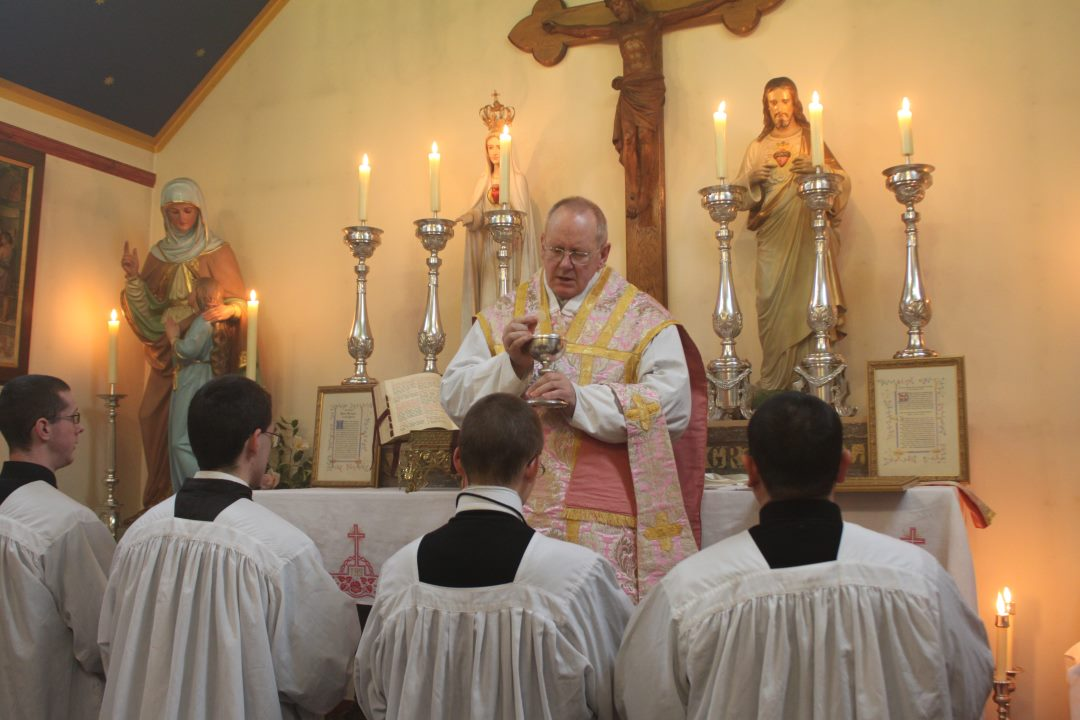
Kněz v ornátu růžové barvy na neděli Gaudete

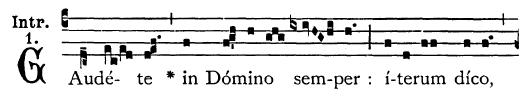
Mše Gaudete in Domino semper

Gaudete (lat. „radujte se“) je v západní liturgické tradici 3. nedělí adventní doby. Od ostatních dnů adventu, kterým je vlastní fialová liturgická barva, je neděle Gaudete spolu s nedělí Laetare jediným dnem, jehož barva je růžová coby barva radosti z toho, že se oslava Narození Páně (Vánoce) již přiblížila. O tomto dni není jako během zbytku adventu zakázána květinová výzdoba kostela. Historicky se neděle Gaudete v Římě slavila v bazilice sv. Petra (tzv. statio). Název neděle pochází ze vstupní antifony mše této neděle, která zní: „Gaudete in Domino semper“ („Vždy se radujte v Pánu“). 
Celý text antifony pak zní: „Gaudete in Domino semper, iterum dico gaudete“.

## Na kdy připadá Gaudete
| rok  | datum        |
| ---- | ------------ |
| 2021 | 12. prosinec |
| 2022 | 11. prosinec |
| 2023 | 17. prosinec |
| 2024 | 15. prosinec |
| 2025 | 14. prosinec |